# Gundifélék
A gundifélék vagy fésűsujjúpatkány-félék (Ctenodactylidae) az emlősök (Mammalia) osztályába és a rágcsálók (Rodentia) rendjébe tartozó család.
A gundifélék a Ctenodactylomorphi alrendág egyetlen családja.

## Rendszerezés
A családba 4 nem és 5 faj tartozik:
- Fésűsujjú patkányok vagy gundik (Ctenodactylus) Gray, 1830 – 2 faj
- Felovia Lataste, 1886 – 1 faj
  - Felov gundi (Felovia vae) Lataste, 1886
- Massoutiera Lataste, 1885 – 1 faj
  - Mzab gundi (Massoutiera mzabi) Lataste, 1881
- Pectinator vagy Petrobates Blyth, 1856 – 1 faj
  - hosszúfarkú gundi (Pectinator spekei) Blyth, 1856

### Jellemzőik
A fésűsujjú patkányok nevüket a középső lábujjaikon található szarufogakról kapták, melyeket merev tüskék fednek. Ezeket fésűszerűen, szőrük tisztogatására használják.
Afrikában élnek.
Táplálkozásukat tekintve fűevők (herbivora).

### Gundi
A gundik Észak-Afrikában élnek. Patkány nagyságú, barna színű állatok. Testük zömök, fejük vaskos, fülük rövid. Mellső lábaik rövidebbek mint a hátsók. Farkuk rövid.
A gundi az araboknál ínyencfalatnak számít.